# Second Album
Second Album — второй студийный альбом британской рок-группы Curved Air, записанный с продюсером Колином Колдуэллом в Island Studios и выпущенный Warner Bros. Records в сентябре 1971 года. 9 октября альбом поднялся до 11 места в UK Albums Chart. Сингл из него «Back Street Luv» вышел в конце июля и достиг 4-го места 7 августа 1971 года.

## История
Свой второй альбом Curved Air записывали после продолжительных гастролей, в атмосфере внутреннего конфликта, в котором одну сторону (тяготевшую к хард-року) представляли Уэй и Кристина, другую (экспериментальную) — Фрэнсис Монкман. Сам Монкман рассказывал, что к этому моменту, истощённый гастролями, находился на грани нервного срыва. Second Album, как и дебютный альбом, был активно раскручен Warner Bros., но во многом именно это настроило против Curved Air прессу, и релиз был встречен прохладно.

## Список композиций
1. «Young Mother» (Darryl Way, Sonja Kristina Linwood) (5:55)
2. «Back Street Luv» (Way, Linwood, Ian Eyre) (3:38)
3. «Jumbo» (Way, Linwood) (4:11)
4. «You Know» (Way, Linwood) (4:11)
5. «Puppets» (Way, Linwood) (5:26)
6. «Everdance» (Francis Monkman) (3:08)
7. «Bright Summer’s Day '68» (Monkman) (2:54)
8. «Piece of Mind» (Monkman, T. S. Eliot)

## Участники записи
- Ian Eyre — бас-гитара
- Sonja Kristina — вокал
- Francis Monkman — гитара, клавишные, синтезатор VCS3
- Florian Pilkington-Miksa — ударные
- Darryl Way — скрипка, фортепиано, вокал